# Короневич Павло Матвійович
Павло Матвійович Короневич (23 березня 1878, Холмська губернія — 12 квітня 1918, Київ) — професор Варшавської політехніки, гідрогеолог.
Народився на Холмщині, там закінчив духовну семінарію. Навчався на природничому факультеті Варшавського університету. По тому став консерватором геологічного кабінету Варшавської політехніки.
У 1915 році призваний до російської армії. Служив в Києві, консультантом штабу Південно-західного фронту. Одночасно працював професором геології на кафедрі професора Амалицького.
Після проголошення УНР йде на державну службу і очолює гідрогеологічний відділ Міністерства земельних справ УНР.
Вбитий 12 квітня 1918 року о 10 годині вечора на Бібіковському бульварі біля будинку № 48.
Автор наукових праць з гідрогеології.
Був одружений, мав сина.